# Zygmunt Maszczyk
Zygmunt Paweł Maszczyk és un exfutbolista polonès de la dècada de 1970.
Fou 36 cops internacional amb la selecció polonesa amb la qual participà en els Jocs Olímpics d'Estiu de 1972 i 1976 i a la Copa del Món de Futbol de 1974.
Pel que fa a clubs, defensà els colors de Ruch Chorzów.